# Essay (eksperimentalfilm)
Essay er en dansk eksperimentalfilm fra 2001 instrueret af Malene Choi Jensen efter eget manuskript.

## Handling
[¿ esei¿] sb forsøg; essay, afhandling; (i skole) stil...ikke rigtig en film, men heller ikke en rigtig dokumentar...
...nærmere ...uden dog at være en afhandling..
[¿ ¿] eng kort afhandling om videnskabelige el. kunstneriske emner, holdt i populær form...med musik og sang
...hvor vi
[e¿sei¿] vb forsøge, prøve at se på hvilken størrelse verden er.. og hvad den gør ved os...